# Pitoniowski
Pitoniowski – potok, prawy dopływ Małego Rogoźnika. Na mapie Geoportalu ma też nazwę Skrzypne. Jest to niewielki potok o długości około 2 km. Wypływa na wysokości około 815 m w należącym do wsi Skrzypne osiedlu Pitoniówka i spływa w kierunku północnym przez zabudowane obszary tej miejscowości. Uchodzi do Małego Rogożnika na wysokości około 660 m.
Cała zlewnia potoku znajduje się na Pogórzu Gubałowskim.